# Аякучо
Аякучо (ісп. Ayacucho ісп. вимова: [aʝaˈkutʃo] ( прослухати); кеч. Ayak'uchu)  — столиця провінції Уаманга в регіоні Аякучо в Андах, у центральному Перу. Населення — 527 480 мешканців у офіційних межах міста.

## Назва
За часів Імперії інків та Віце-королівства Перу місто було відоме під назвою Уаманга (ісп. Huamanga) або Ваманга (кеч. Wamanqa)
Сімон Болівар видав указ 15 лютого 1825 року, змінивши назву з «Уаманга» на «Аякучо», маючи на увазі велику битву за незалежність у грудні 1824 року, яка встановила раз і назавжди повну незалежність Перуанської Республіки, як зазначено в указі Болівара «Після перемоги в Уаманзі, назву потрібно змінити таким чином, щоб постійно нагадувати жителям про походження їхньої свободи.»

## Клімат
Місто знаходиться у зоні, котра характеризується океанічним кліматом субтропічних нагір'їв. Найтепліший місяць — жовтень із середньою температурою 17.8 °C (64 °F). Найхолодніший місяць — червень, із середньою температурою 15 °С (59 °F).
| Клімат Аякучо           | Клімат Аякучо | Клімат Аякучо | Клімат Аякучо | Клімат Аякучо | Клімат Аякучо | Клімат Аякучо | Клімат Аякучо | Клімат Аякучо | Клімат Аякучо | Клімат Аякучо | Клімат Аякучо | Клімат Аякучо | Клімат Аякучо |
| Показник                | Січ.          | Лют.          | Бер.          | Квіт.         | Трав.         | Черв.         | Лип.          | Серп.         | Вер.          | Жовт.         | Лист.         | Груд.         | Рік           |
| Середня температура, °C | 17            | 17            | 17            | 17            | 17            | 15            | 16            | 16            | 17            | 18            | 18            | 18            | 16            |
| Норма опадів, мм        | 111           | 110           | 93            | 31            | 13            | 8             | 5             | 13            | 28            | 39            | 43            | 72            | 564           |
| ----------------------- | ------------- | ------------- | ------------- | ------------- | ------------- | ------------- | ------------- | ------------- | ------------- | ------------- | ------------- | ------------- | ------------- |
| Джерело: Weatherbase    |               |               |               |               |               |               |               |               |               |               |               |               |               |